# Bibcode
El bibcode es un identificador usado por numerosas bases de datos astronómicas para citar referencias bibliográficas. El bibcode fue desarrollado para ser usado en el SIMBAD y la Base de datos de objetos extragalácticos NASA/IPAC (NED), pero se usa más ampliamente en el Sistema de Datos Astrofísicos, también de la NASA.
El código tiene una longitud fija de 19 caracteres y tiene la forma:
donde YYYY son los cuatro dígitos del año de publicación de la referencia, JJJJJ es un código que indica la publicación de procedencia de la referencia, VVVV el número de volumen, M la sección de la publicación, por ejemplo L indica la sección de cartas, PPPP indica la página de comienzo de la referencia y A es la primera letra del apellido del primer autor. Se usan puntos para rellenar los campos no usados o para completar campos donde la longitud del código empleado sea más corto que los espacios reservados a él. La alineación se hace a la derecha para el código de publicación y a la izquierda para el número de volumen y de página.
Ejemplos de codificación:
| Bibcode:            |  | Referencia: |
| 1974AJ.....79..819H |  | Heintz, W. D., Astrometric study of four visual binaries, The Astronomical Journal 79 (1974), pp. 819–825.                                                                            |
| 1924MNRAS..84..308E |  | Eddington, A. S., On the relation between the masses and luminosities of the stars, Monthly Notices of the Royal Astronomical Society 84 (1924), pp. 308–332.                         |
| 1970ApJ...161L..77K |  | Kemp, James C., Swedlund, John B., Landstreet, J. D., and Angel, J. R. P., Discovery of Circularly Polarized Light from a White Dwarf, Astrophysical Journal 161 (1970), pp. L77–L79. |